# École nationale polytechnique d'Oran
Pour les articles homonymes, voir École polytechnique.
 (septembre 2018).
L'École nationale polytechnique d'Oran-Maurice Audin (en arabe : (موريس أودان المدرسة الوطنية المتعددة التقنيات بوهران) ou plus simplement ENPO-MA est une école d'ingénieurs.
À sa création en 1970, l'École avait pour mission principale la formation de professeurs d'enseignement secondaire pour le compte du Ministère de l'Éducation Nationale. Depuis la rentrée 2012-2013, elle a pour mission d'assurer la formation supérieure, la recherche scientifique à travers la formation d'ingénieurs dans différentes spécialités des sciences et techniques. Depuis la rentrée universitaire 2015-2016, elle assure la formation du premier cycle des Classes préparatoires en sciences et technologies (CPST).

## Histoire
L'École nationale polytechnique d'Oran a été créée par l'ordonnance no 70-85 du 1er décembre 1970 sous le nom d'École normale supérieure d'enseignement polytechnique d'Oran (ENSEP), placée sous tutelle du Ministère de l'Enseignement Supérieur et de la Recherche Scientifique, dans le cadre d'un programme de collaboration entre l'Algérie et l'UNESCO pour la formation de formateurs pour l'enseignement secondaire technique, elle utilise les locaux de l'université d'Oran jusqu'en 1972, où elle est transférée dans ses locaux actuels.
En 1984, l'école a changé d'appellation pour devenir l'École normale supérieure de l'enseignement technique d'Oran (ENSET), par décret no 84-205 du 18 août 1984, avec un élargissement aux trois paliers de l’Éducation Nationale.
En 2008, l'École a changé de statut pour devenir l'École Normale Supérieure d'Enseignement Technologique, par décret no 08-210 du 14 juillet 2008, avec un fonctionnement en École hors Université.
Le 29 octobre 2012, elle prend son nom actuel de l'École Nationale Polytechnique d'Oran (ENP Oran) par décret exécutif no 12-376.
L'année de son 47e anniversaire, l'école rend hommage au mathématicien et ami de la révolution algérienne Maurice Audin et porte désormais son nom, l'École Nationale Polytechnique d'Oran Maurice Audin (ENPO-MA), par arrêté ministériel no 15 du 7 février 2017.

## Admission
L'admission au cycle d'ingénieur à l'ENPO-MA se fait par l'intermédiaire d'un concours sélectif, appelé Concours National Commun d'Admission aux Grandes Écoles d'Ingénieurs, parmi les élèves des classes préparatoires en sciences et technologies. Polytech'Oran reçoit presque 350 élèves ingénieurs chaque année.
L'École Nationale Polytechnique d'Oran propose une classe préparatoire en sciences et technologie (CPST-ENPO), accessible directement après le bac, qui reçoit annuellement quelque 400 étudiants bacheliers.

## Post-Graduation et Recherche
La formation en Post-Graduation, la recherche scientifique et la coopération internationale sont trois domaines interdépendants et dont certains paramètres de l’un ont des implications directes sur l’autre. C’est ainsi que l’aspect qualitatif aussi bien que quantitatif de la formation post-graduée, en Magister aussi bien qu’en Doctorat, sont une conséquence certaine des activités de recherche scientifique dans l’établissement (projets de recherche MESRS et agences de recherche), qui sont elles-mêmes favorisées par une intensification de la coopération internationale.
Les formations d'ingénieurs s'appuient sur des pôles de recherche performants et sur des équipes pédagogiques confirmées. Des possibilités sont offertes pour prolonger la formation par un master spécialisé et un doctorat.

## Diplôme et Formation
Après trois années d’études à l'ENPO-MA complétant les deux années de formation au sein des CPST, les diplômés obtiendront le titre d'ingénieur des grandes écoles (Ingénieur d'État). À la suite de leurs études, les étudiants auront des perspectives de carrière intéressantes, ils intègrent majoritairement les grandes entreprises internationales[réf. souhaitée]. Un pourcentage significatif des étudiants s'engage dans la recherche à travers des études post-graduées[réf. souhaitée].

## Coopération Nationale et Internationale

### Au niveau international
L'École a contracté des conventions avec des établissements universitaires et de recherche de divers pays dont les plus récentes sont :
- France : L'École des Mines de Nantes, IUT du Tremblay, CRDP d’Auvergne, IUT de Montreuil, IUFM d’Auvergne, Université Nice-Sophia-Antipolis, École de Management de Grenoble.
- Tunisie : l'École Supérieure des Sciences et Techniques de Tunis «ESSTT».
- Belgique: École Libre « HELMO ».
- Dakar : École Normale Supérieure de Dakar, Institut Technique de Commerce « Itecom »

L'école :
- Est Membre des réseaux suivants : AUF, RIFEFF, CITEF et CEMUR.
- Est Partenaire dans 02 projets TEMPUS (MEDA, Medinnoall).
- Est Membre du réseau Réseau Vives d'universités.

## Anciens directeurs
- Bekhlouf Talahite (10/1971 au 10/1988)
- Gourmala Mohamed El Amine  (10/1988 au 02/1990)
- Doukhi Athmen  (02/1990 au 02/1996)
- Saidane Abdelkader (02/1996 au 10/1998)
- Benziane Addelbaki (10/1998 au 11/2017)
- Senousi Mohamed (11/2017 au 12/2020)
- Benchickh Houari (12/2020 au 02/2022)